# Kim (futebolista)
Carlos Henrique Dias mais conhecido como Kim (Juiz de Fora, 22 de Junho de 1980) é um ex-futebolista brasileiro, que atuava como atacante.

## Carreira

### Atlético Mineiro
Chegou às categorias de base do Atlético Mineiro em 1997, onde começou sua carreira profissional com apenas 20 anos de idade. Em sua primeira temporada, ajudou o clube a conquistar o seu 38º título do Campeonato Mineiro.
Jogou profissionalmente pelo clube por três anos antes de se mudar para a Arábia Saudita em 2003. No geral ele jogou em 55 jogos da liga para o cube de Belo Horizonte clube, rede 10 gols.

### AS Nancy
Kim chegou ao AS Nancy em 2005, após um curto período na Arábia Saudita com Al-Ahli. Kim chegou ao AS Nancy logo depois que ganhou a promoção para Ligue 1 depois de terminar em primeiro lugar da Ligue 2.
Em sua primeira temporada no clube que ele ajudou a chegar à final da Coupe de la Ligue contra OGC Nice. Kim começou o jogo no Stade de France, em Saint-Denis e passou a marcar gol da vitória do jogo no minuto 65. Ele foi retirado no minuto 90 para aplausos. Isso impulsionou a equipa para a Taça UEFA em 2007 com o clube alcançar a Rodada de 16 antes de ser eliminado pelo Shakhtar Donetsk. 

### Al-Arabi
No final do 2007-08 Ligue 1 temporada, Kim deixou o AS Nancy por Al-Arabi, em Doha, no Catar. Em sua primeira temporada com o clube que ele ajudou a levantar o Qatar Sheikh Jassem Copa. Naquela temporada, ele ajudou a terminar no 6 estrelas Qatar Liga.

### Vasco da Gama
Em julho de 2011, foi apresentado pelo Vasco.

### Náutico
Em maio de 2012, foi apresentado no Náutico.
Em 5 de agosto do mesmo ano, o Náutico estava vencendo 1 a 0 o Santos, até que aos 35 minutos do segundo tempo Kim driblou três marcadores e fez um golaço batendo no canto de Aranha fazendo 2 a 0 para o Timbú. Kieza no final do jogo fez 3 a 0 para o Náutico, valendo pela 14ª rodada do Brasileirão.

### Joinville
No início de 2013, chegou ao Joinville.
Marcou um gol contra o Criciúma em 17 de fevereiro de 2013, em uma vitória por 4 a 3 dentro de casa. Marcou seu segundo gol pelo Joinville em 31 de março de 2013, na vitória sobre o Avaí por 3 a 0 no campeonato catarinense.
O atacante ainda disputou 13 jogos na Série B do Campeonato Brasileiro, marcando só um gol.

### Villa Nova-MG
Chegou ao Villa Nova em fevereiro de 2014 para a disputa do Campeonato Mineiro.

## Títulos
Atlético-MG
- Campeonato Mineiro: 2000

Nancy
- Copa da Liga Francesa: 2005–06

Al-Arabi
- Liga dos Campeões Árabes: 2003
- Sheikh Jassem Cup: 2008
- Copa do Brasil 2011 Vasco